# Russell Napier
Russell Napier (* 28. November 1910 in Perth, Australien; † 19. August 1974 in London, England) war ein australischer Schauspieler.
Eigentlich war Napier ein Rechtsanwalt, aber er arbeitete als Schauspieler von 1947 bis 1974. Dabei spielte er sowohl komische wie ernste Rollen in Kino- und Fernsehfilmen. So spielt er zum Beispiel in der ersten Verfilmung von H.G. Wells Die Zeitmaschine im Jahre 1949. Von diesem Film existieren keine Kopien mehr. Er war in dreizehn Filmen in der Rolle des Scotland Yard Superintendent Duggan in den Jahren 1953 bis 1961 zu sehen.

## Filmografie
- 1947: Abenteuer in Brasilien (The End of the River)
- 1953: Das Gangster-Syndikat (36 Hours)
- 1953: Todesroulette (The Saint's Return)
- 1955: Das Geheimnis des roten Affen (Little Red Monkey)
- 1956: Der Mann der sich selbst verlor (The Man in the Road)
- 1956: Marsch durch die Hölle (A Town Like Alice)
- 1957: Die Farm der Verfluchten (Robbery Under Arms)
- 1957: Kostbare Bürde (The Shiralee)
- 1958: Der Sohn von Robin Hood (Son of Robin Hood)
- 1958: Die letzte Nacht der Titanic (A Night to Remember)
- 1959: Der Mitwisser (The Witness)
- 1960: Hetzjagd (Hell is a City)
- 1960: Zorniges Schweigen (The Angry Silence)
- 1961: Franz von Assisi (Francis of Assisi)
- 1961: Gebrandmarkt (The Mark)
- 1962: Hundert Stunden Angst (Mix Me a Person)
- 1962: Rebellion (H.M.S. Defiant)
- 1964: Plädoyer für einen Mörder (Man in the Middle)
- 1967: Der Golem lebt! (It!)
- 1968: Der Mann mit dem Koffer (Man in a Suitcase) (Fernsehserie, 1 Folge)
- 1968: Der Haftbefehl (Nobody Runs Forever)
- 1968: Teufelskreis Y (Twisted Nerve)
- 1968: Das Blutbiest (The Blood Beast Terror)
- 1970: UFO (Fernsehserie, 1 Folge)
- 1970: Paul Temple – Der Apollo von Arezzo (Antique Death) (Fernsehserie)
- 1974: Die schwarze Windmühle (The Black Windmill)